# Megachile cetera
Megachile cetera är en biart som beskrevs av Cockerell 1912. Megachile cetera ingår i släktet tapetserarbin, och familjen buksamlarbin. Inga underarter finns listade i Catalogue of Life.